# Uzita

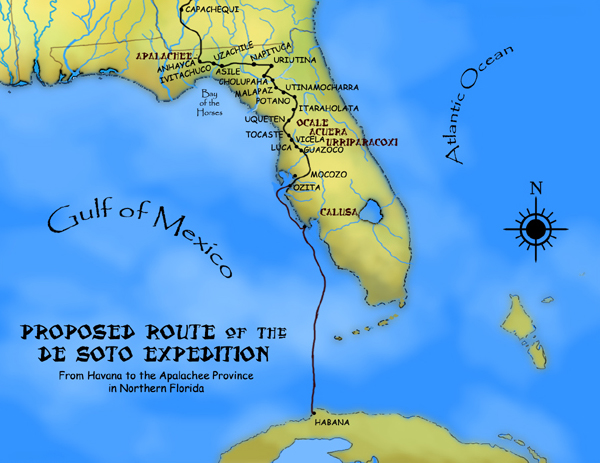
Ruta propuesta para la primera parte de la expedición de Hernando de Soto, basada en un mapa de Charles M. Hudson de 1997

Uzita era el nombre de un cacicazgo de nativos amerindios del siglo XVI, de su ciudad-capital y de sus caciques.

## Historia
La capital estaba cerca de la desembocadura del río Little Manatee al sur de la bahía de Tampa, Florida. Los Uzita eran parte de la cultura Safety-Harbor. Fueron los primeros nativos que encontraron la expedición de Narváez en 1528, y asimismo, la expedición de Hernando de Soto en 1539. La ciudad Uzita consistía en una casa sobre un montículo para los jefes, otras casas al pie del montículo y un templo. Las casas estaban hechas de madera y cubiertas de hojas de palmera; probablemente acogían a un gran número de individuos cada una. Los Uzita usaban arcos y flechas; los arcos fueron descritos por los españoles como muy largos y las flechas eran juncos tan afilados que podían romper un escudo o penetrar una armadura de metal. Los Uzita practicaban sacrificios humanos. 
Juan Ortiz fue capturado por los Utiza. Durante años lo tuvieron prisionero y con la tarea de ahuyentar a los animales salvajes que querían entrar al templo por la noche. Un día, el jefe Utiza decidió quemarlo a la parrilla, pero la hija del jefe, que estaba enamorada de Ortiz, le ayudó a escapar al cacicazgo vecino de los Mocoso.